# Кристијан Живковић
Кристијан Живковић (Пожаревац, 21. фебруара 1999) српски је фудбалер који тренутно наступа за РФК Нови Сад.

## Каријера
Живковић је фудбал почео да тренира у родном Пожаревцу, где је био члан Младог радника. Касније је решао у Пинкум из Великог Градишта, а затим се вратио у Пожаревац и приступио тамошњем Пресингу. Након краткотрајног боравка у Београду, добио је позив да се прикључи млађим селекцијама новосадске Војводине, те је у академији тог клуба провео пет година, током којих му је тренер био Ђорђе Пинтаћ. У међувремену, као члан кадетске екипе тог клуба, Живковић је постигао 3 поготка у групној фази Турнира пријатељства 2015. године, колико и Дејан Јовељић из Црвене звезде, чиме су поделили прво место на листи стрелаца у том делу такмичења. Исте године је са својом екипом учестовао на такмичењу Future talents cup, док је наредне изабран за најбољег играча турнира Бродарац 2016.
Крајем јуна 2017, као омладинац новосадског клуба, Живковић је потписао свој први професионални уговор у трајању од четири године. Истог лета прикључен је сениорској екипи Војводине, са којом је прошао комплетне припреме код тренера Радослава Батака. За клуб је званично дебитовао на реванш сусрету првог кола квалификација за Лигу Европе, под вођством тренера Ненада Ванића, када је његов тим поражен на гостовању Ружомбероку резултатом 2:0. Живковић је тада у игру ушао са клупе за резерне играче, а на терену је заменио Немање Суботића у 71. минуту утакмице. Истог месеца, након елиминације Војводине из даљег такмичења у Европи, Живковић уписао наступ и на отварању сезоне 2017/18. у Суперлиги Србије, када заменио Петра Мићина у 79. минуту. До краја келндарске године, Живковић је наступио на још четири утакмице у првенству Србије, на свима у својству резервисте. За то време, паралелно је наступао и за омладински састав Војводине.
Током зимске паузе у првенству, Живковић је са групом млађих саиграча уступљен ЧСК Пиваре из Челарева, за други део сезоне у Првој лиги Србије. У том клубу је, током пролећа 2018, забележио шест наступа, од којих је три започео на терену, а у стрелце се уписао на сусрету са ужичком Слободом у 21. колу такмичења. Пред крај летњег прелазног рока исте године, Живковић је прешао у Јагодину Табане, на позајмицу до краја првог дела сезоне 2018/19. у Српској лиги Исток. Клубу је приступио у својству бонус играча, а након две утакмице које је почео на клупи за резервне играче, Живковић се на утакмици 5. кола нашао у стартној постави и том приликом постигао оба поготка у победи на гостовању Јединству у Параћину. У следећем колу, против Пуковца, Живковић је постигао погодак и изнудио једанаестерац у победи своје екипе резултатом 3:0. Према извештају дописника Спортског журнала, Живковић је прглашен за играча утакмице 14. кола, против Прве Петолетке из Трстеника, завршене резултатом 1:1. По истеку позајмице, напустио је клуб и вратио се у матичну Војводину.
Почетком 2019, Живковић се одазвао првој прозивци тренера Војводине, Радована Кривокапића, пред наставак такмичења у Суперлиги Србије, а затим је са првим тимом прошао комплетан припремни период у Анталији. Лета 2019. године вратио се у матични Млади радник.
Једну сезону одиграо је под уговором са Радничким из Ниша. После годину дана у саставу ГФК Јагодине, потписао је за РФК Нови Сад.

## Репрезентација
Током фебруара 2017, Живковић је добио позив Милоша Велебита на селективно окупљање фудбалера рођених 1999. године, ради формирања млађе омладинске репрезентације Србије. Живковић се за селекцију тог узраста дебитовао против одговарајуће екипе Узбекистана, ушавши у игру уместо Југа Станојева у 72. минуту утакмице одигране 18. априла 2017. Свој први погодак за ту екипу постигао је у победи од 3:0 против Француске, 3. јуна исте године. У августу 2017, Живковић је добио позив на окупљање омладинске репрезентације за меморијални турнир Стеван Ћеле Вилотић, где је дебитовао на сусрету 2. кола са селекцијом Украјине. Нешто касније, у октобру исте године, Живковић је наступио у првој фази квалификација за Европско првенство.